# Estońskie monety euro

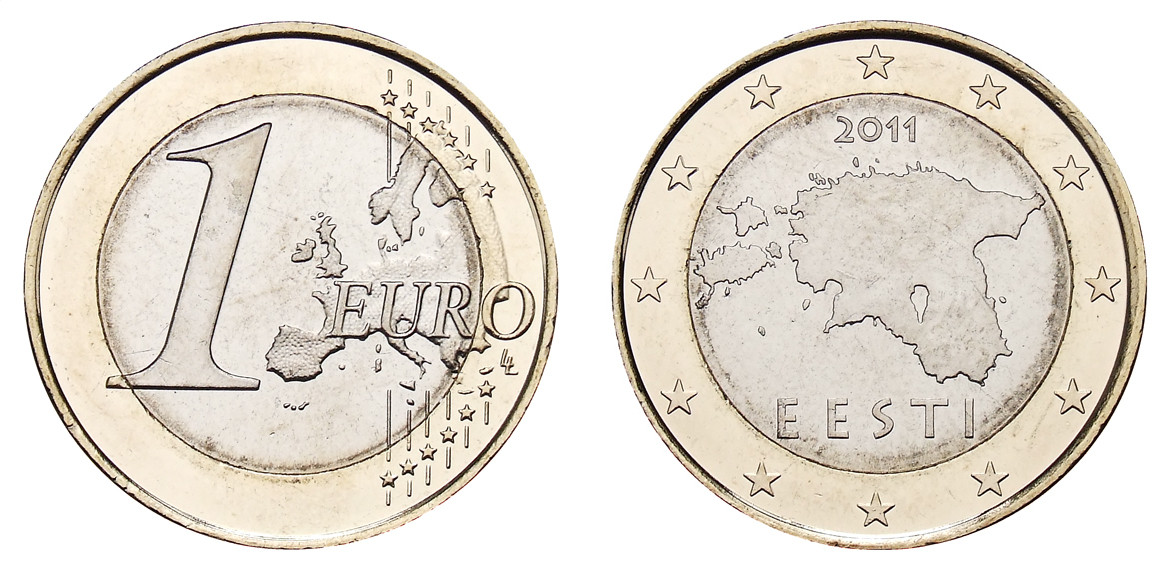
Moneta 1 euro

Estonia była pierwszym z dziesięciu nowych krajów Unii Europejskiej, która ogłosiła narodowe symbole na swoich monetach euro. Zostały zaprojektowane przez Lembita Lõhmusa. Zwyciężył w konkursie, którego wynik ogłoszono w grudniu 2004 roku. Pierwotnie planowano przystąpienie do strefy euro 1 stycznia 2007 roku. Później zmieniono na 1 stycznia 2008 r. Estonia weszła do strefy euro 1 stycznia 2011 r.
Wszystkie monety przedstawiają mapę Estonii oraz napis Eesti – nazwę państwa w języku estońskim.

## Nakłady monet obiegowych
| Rocznik | 1 cent     | 2 centy    | 5 centów   | 10 centów  | 20 centów  | 50 centów  | 1 euro     | 2 euro     |
| ------- | ---------- | ---------- | ---------- | ---------- | ---------- | ---------- | ---------- | ---------- |
| 2011    | 32 702 681 | 26 753 106 | 28 933 757 | 30 454 781 | 25 071 597 | 20 201 317 | 15 814 609 | 11 131 863 |